# Liste der Kulturdenkmale in Großlohra
Die Liste der Kulturdenkmale in Großlohra umfasst die als Ensembles, Straßenzüge und Einzeldenkmale erfassten Kulturdenkmale der thüringischen Gemeinde Großlohra und ihren Ortsteilen. Erfüllende Gemeinde für Großlohra ist die Stadt Bleicherode.
Die Angaben in der Liste ersetzen nicht die rechtsverbindliche Auskunft der zuständigen Denkmalschutzbehörde.

## Legende
- Bild: zeigt ein Bild des Kulturdenkmals und gegebenenfalls einen Link zu weiteren Fotos des Kulturdenkmals im Medienarchiv Wikimedia Commons
- Bezeichnung: Name, Bezeichnung oder die Art des Kulturdenkmals
- Lage: Wenn vorhanden Straßenname und Hausnummer des Kulturdenkmals; Grundsortierung der Liste erfolgt nach dieser Adresse. Der Link Karte führt zu verschiedenen Kartendarstellungen und nennt die Koordinaten des Kulturdenkmals.
 Kartenansicht, um Koordinaten zu setzen – in dieser Kartenansicht sind Kulturdenkmale ohne Koordinaten mit einem roten bzw. orangen Marker dargestellt und können in der Karte gesetzt werden. Kulturdenkmale ohne Bild sind mit einem blauen bzw. roten Marker gekennzeichnet, Kulturdenkmale mit Bild mit einem grünen bzw. orangen Marker.
- Datierung: gibt das Jahr der Fertigstellung beziehungsweise das Datum der Erstnennung oder den Zeitraum der Errichtung an
- Beschreibung: bauliche und geschichtliche Einzelheiten des Kulturdenkmals, vorzugsweise die Denkmaleigenschaften
- ID: Die ID identifiziert das Kulturdenkmal eindeutig. In Thüringen sind aktuell keine IDs veröffentlicht. In der ID-Spalte kann sich auch folgendes Icon  befinden, dies führt zu Angaben zu diesem Kulturdenkmal bei Wikidata.

## Kulturdenkmale nach Ortsteilen

### Friedrichslohra
| Bild                           | Bezeichnung                        | Lage                       | Datierung | Beschreibung                                                     | ID |
| ------------------------------ | ---------------------------------- | -------------------------- | --------- | ---------------------------------------------------------------- | -- |
| weitere Bilder Fotos hochladen | Evangelische Kirche St. Bonifatius | (Karte)                    |           | Kirche samt künstlerischer Ausstattung, Kirchhof und Einfriedung |    |
| weitere Bilder Fotos hochladen | Katholische Kirche St. Bonifatius  | (Karte)                    |           | Kirche samt künstlerischer Ausstattung, Kirchhof und Einfriedung |    |
| BW                             | Wohnhaus                           | Kleinspehnstraße 6 (Karte) |           | Wohnhaus, ehemalige Försterei                                    |    |
| BW                             | Kindergarten                       | 22er Straße 22 (Karte)     |           | Kindergarten, ehemalige Schule                                   |    |

### Großlohra
| Bild                           | Bezeichnung | Lage                | Datierung | Beschreibung                                           | ID |
| ------------------------------ | ----------- | ------------------- | --------- | ------------------------------------------------------ | -- |
| weitere Bilder Fotos hochladen | Burg Lohra  | Amt Lohra 2 (Karte) |           | Reste der Burg Lohra, Sitz v. Wasserverband Nordhausen |    |

### Großwenden
| Bild                                    | Bezeichnung                       | Lage                   | Datierung | Beschreibung                                                     | ID |
| --------------------------------------- | --------------------------------- | ---------------------- | --------- | ---------------------------------------------------------------- | -- |
| weitere Bilder Fotos hochladen          | Evangelische Kirche St. Stephanus | Kirchberg 17 (Karte)   |           | Kirche samt künstlerischer Ausstattung, Kirchhof und Einfriedung |    |
| BW                                      | Wohnhaus                          | Hauptstraße 13 (Karte) |           | Wohnhaus, Gehöft                                                 |    |
| BW                                      | ehemalige Schule                  | Kirchberg 41 (Karte)   |           | Ortsverwaltung                                                   |    |
| Direkt Bild zu diesem Denkmal hochladen | Wohnhaus                          | Obergasse 46           |           | Wohnhaus                                                         |    |
| BW                                      | Pfarrhof                          | Pfarrgasse 1 (Karte)   |           | Pfarrhof, ehemalige Dorfstraße 31                                |    |

### Kleinwenden
| Bild | Bezeichnung | Lage                 | Datierung | Beschreibung | ID |
| ---- | ----------- | -------------------- | --------- | ------------ | -- |
| BW   | Hofanlage   | Dorfstraße 2 (Karte) |           | Hofanlage    |    |

### Münchenlohra
| Bild                           | Bezeichnung                         | Lage                     | Datierung | Beschreibung                                           | ID |
| ------------------------------ | ----------------------------------- | ------------------------ | --------- | ------------------------------------------------------ | -- |
| weitere Bilder Fotos hochladen | Domäne-Kloster-Anlage               | Klosterstraße (Karte)    |           | ehemalige Domäne-Kloster-Anlage, bauliche Gesamtanlage |    |
| weitere Bilder Fotos hochladen | Ehemalige Klosterkirche St. Gangolf | Klosterstraße (Karte)    |           | Kirche samt künstlerischer Ausstattung                 |    |
| Fotos hochladen                | Wohnhaus                            | Klosterstraße 4 (Karte)  |           | Wohnhaus, ehemalige Dorfstraße 7                       |    |
| BW                             | Wohnhaus                            | Klosterstraße 11 (Karte) |           | Wohnhaus                                               |    |